# Pozzine
Localisation
Une pozzine est une formation végétale fréquente en Corse de l'étage montagnard à l'étage alpin.

## Étymologie
Le nom de pozzine a été forgé par le botaniste John Briquet en 1910 : « Les localités alpines où la tourbière est trouée de mares profondes sont désignées par les habitants sous le nom de pozzi (puits); nous avons tiré de ce dernier terme le mot pozzine par contraction : pozz[i formation alp]ine. Mais il va sans dire que les pozzines se trouvent aussi en l'absence de pozzi. ». 

## Répartition géographique
En Corse, cette formation végétale se rencontre surtout entre 1600 et 2 200 mètres d'altitude, rarement plus bas comme au Pianu d'Ovace ou en bordure du lac de Creno.
Bien que considérées comme typiques des montagnes corses, les pozzines existent dans d'autres massifs d'Europe (Pyrénées, Alpes du Sud), d'Afrique du Nord et d'Asie centrale.

## Écologie

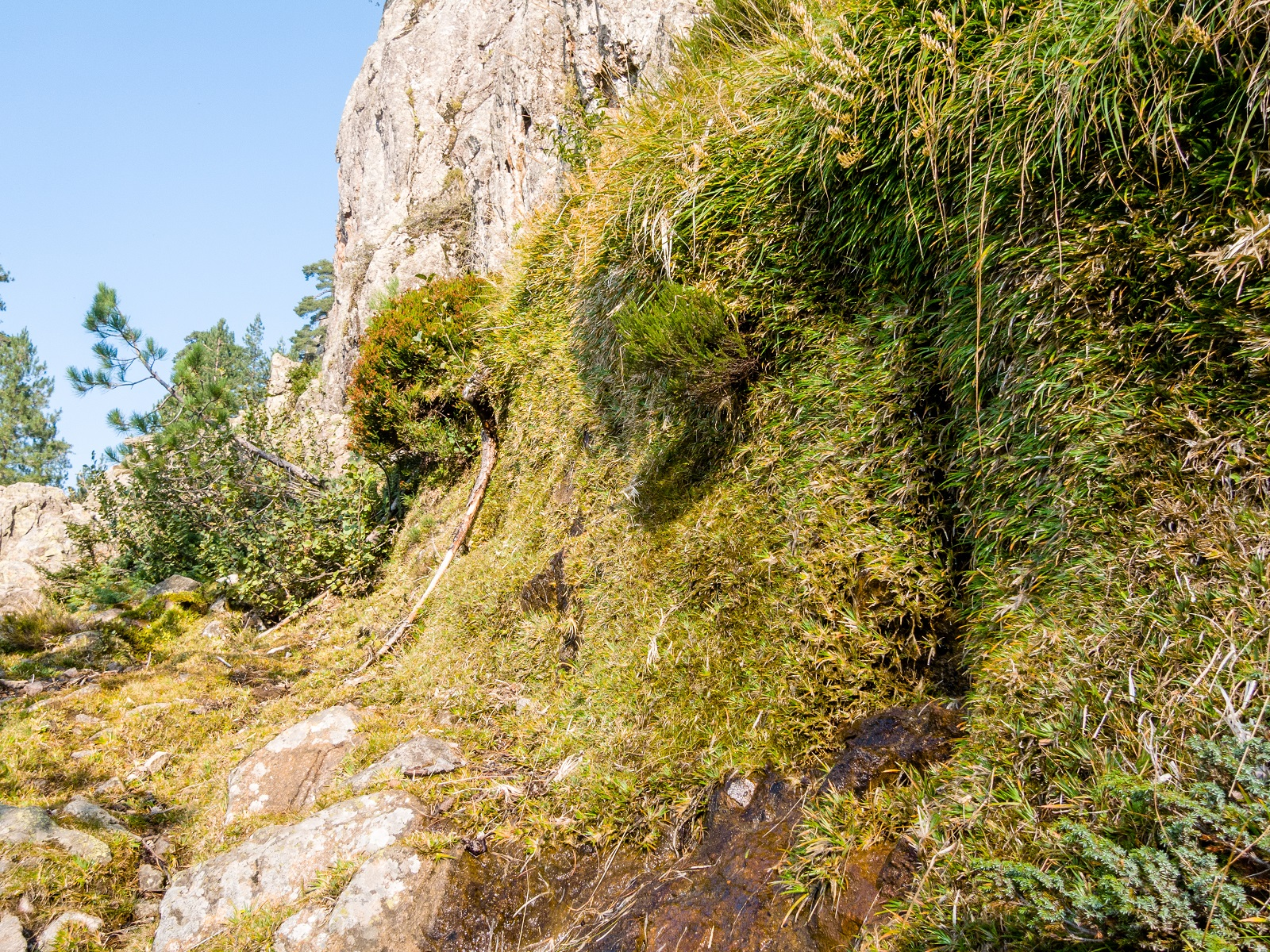
Pozzine de pente près d'Évisa.

La pozzine est définie comme une tourbière acide très plane, le plus souvent parsemée de trous d'eau (pozzi en langue corse) que relient des chenaux naturels creusés par l'écoulement des neiges fondues. Les vastes pelouses humides des pozzines dites de fond se rencontrent autour d'anciens lacs glaciaires, en voie de comblement par des sédiments tourbeux depuis la fin de la dernière glaciation. L'étude géochimique et palynologique de leurs sédiments a permis de reconstituer l'histoire du climat et de la végétation en Corse au cours de l'Holocène. Plus rarement, des pozzines dites de pente peuvent se développer dans les zones de sources sur des versants rocheux.

### Flore et faune
La flore des pozzines corses est constituée de végétaux hygrophiles et méso-hygrophiles, principalement des graminées (Nardus stricta) et cypéracées (genre Carex) dont le feuillage enchevêtré forme un tapis dense, de 5 à 10 cm de hauteur. D'autres espèces végétales y sont courantes : joncs, renoncule porte-cœur, potentille anglaise, pâquerette des neiges, grassette corse… Les pozzines en cours d'assèchement se reconnaissent à leur colonisation par des fruticées naines (genévrier nain, épine-vinette du mont Etna) et des forêts d'aulne odorant.
Ce milieu fait partie de l'habitat d'animaux endémiques tels que l'euprocte de Corse et la truite macrostigma.

### Conservation
Outre leur attractivité touristique (paysages verdoyants du lac de Nino par exemple), ces zones humides jouent un rôle dans la régulation du débit des cours d'eau lors de la sécheresse estivale du climat méditerranéen, ainsi que pour l'alimentation du bétail lequel contribue en retour à leur maintien durable. Toutefois, le piétinement répété des pozzines par troupeaux et promeneurs, et l'eutrophisation de l'eau par des déjections animales peuvent menacer leur équilibre écologique,.